# Doggy Dogg World
Doggy Dogg World ist ein Lied vom Debütalbum Doggystyle des US-amerikanischen Rappers Snoop Dogg aus dem Jahr 1993. Am 26. Juni 1994 wurde der Song als dritte Single des Albums ausgekoppelt.

## Hintergrund
Snoop Dogg engagierte für die Aufnahme des Titels die Funkband The Dramatics, als Gast-Rapper Kurupt und Daz Dillinger sowie die Backgroundsängerin Nancy Fletcher. Als Sample wurde If It Ain’t One Thing, It’s Another aus dem 1982er Album Mr. Look So Good von Richard Fields verwertet.  1995 war der Titel im 18-minütigen Film Murder was the Case: The Movie von Dr. Dre und Snoop Dogg enthalten.

## Chartplatzierungen
Die Single blieb in den Billboard-Top-100-Charts ohne Notierung und konnte lediglich in der Sparten-Hitparade Rhythmic Top 40 einen 19. Platz erobern. In Großbritannien belegte der Titel Platz 32 der Single-Charts.
| ChartsChartplatzierungen     | Höchstplatzierung | Wochen |
| ---------------------------- | ----------------- | ------ |
| Vereinigtes Königreich (OCC) | 32 (3 Wo.)        | 3      |